# Premio Fénix per il miglior film
Il Premio Fénix per il miglior film (Premio Fénix al Mejor Largometraje de Ficción) è un premio cinematografico assegnato annualmente dall'associazione Cinema 23 al miglior film iberoamercano uscito nelle sale cinematografiche nel corso dell'anno precedente.

## Albo d'oro
- 2014
  - La gabbia dorata (La jaula de oro), regia di Diego Quemada-Diez (Messico)
  - Heli, regia di Amat Escalante (Messico)
  - Pelo malo, regia di Mariana Rondón (Venezuela)
  - Jauja, regia di Lisandro Alonso (Argentina)
  - Club Sandwich, (Club sándwich) regia di  Fernando Eimbcke (Messico)
- 2015
  - Il club (El club), regia di  Pablo Larraín (Cile)
  - La isla mínima, regia di Alberto Rodríguez (Spagna)
  - Vulcano (Ixcanul), regia di Jayro Bustamante (Guatemala)
  - Cavallo Denaro (Cavalo Dinheiro), regia di Pedro Costa (Portogallo)
  - Le mille e una notte (As Mil e uma Noites), regia di Miguel Gomes (Portogallo)
  - El abrazo de la serpiente, regia di Ciro Guerra (Colombia)
- 2016
  - Neruda, regia di  Pablo Larraín (Cile)
  - Il clan (El Clan), regia di Pablo Trapero (Argentina)
  - Aquarius, regia di Sônia Braga (Brasile)
  - Ti guardo (Desde allá), regia di Lorenzo Vigas (Venezuela)
  - Boi Neon, regia di Gabriel Mascaro (Brasile)
  - La Mort de Louis XIV, regia di Albert Serra (Francia, Portogallo, Spagna)
  - Te Prometo Anarquía, regia di Julio Hernández Cordón (Messico)
- 2017
  - Una donna fantastica (Una Mujer Fantástica), regia di Sebastián Lelio (Cile)
  - Il cittadino illustre (El Ciudadano Ilustre), regia di Gastón Duprat e Mariano Cohn (Argentina)
  - La región salvaje, regia di Amat Escalante (Messico)
  - O Ornitólogo, regia di João Pedro Rodrigues (Portogallo)
  - Verano 1993, regia di Carla Simón (Spagna)
  - Viejo calavera, regia di Kiro Russo (Spagna)
- 2018
  - Oro verde - C'era una volta in Colombia (Pájaros de verano), regia di Ciro Guerra e Cristina Gallego (Colombia)
  - Alanis, regia di Anahí Berneri (Argentina)
  - As boas maneiras, regia di Marco Dutra e Juliana Rojas (Brasile)
  - Cocote, regia di Nelson Carlo de Los Santos Arias (Argentina)
  - Le ereditiere (Las herederas), regia di Marcelo Martinessi (Paraguay)
  - Museo - Folle rapina a Città del Messico (Museo), regia di Alonso Ruizpalacios (Messico)
  - Zama, regia di Lucrecia Martel (Argentina)